# Ernest Coeurderoy
Ernest Coeurderoy (22 de enero de 1825-21 de octubre de 1862) fue un médico, periodista y escritor francés. Fue testigo de la primera insurrección proletaria de junio de 1848.

## Biografía
Coeurderoy nació en Avallon (Yonne) en 1825; en 1842 inició en París los estudios de medicina y cuatro años más tarde se encargaría de los enfermos mentales en el hospital de la Salpetrière. El fracaso de la revolución de junio de 1848 lo hicieron alinearse con sus objetivos políticos.
Como consecuencia de sus actividades políticas –fue miembro de los comités socialistas de París– se vio obligado a exiliarse el 13 de junio de 1849 (ya nunca volvería a pisar su país, salvo una corta estancia clandestina, seguramente para ver a sus padres), recalando en Ginebra y
en noviembre de aquel año, el tribunal de París lo condenó a la deportación en rebeldía, junto a Ledru-Rollin, Delescluze, Considerant, Pyat y muchos otros.
Afirmó ser adherente del socialismo. No obstante esto, algunos anarcocomunistas lo consideraron un precursor, especialmente el historiador anarquista austriaco Max Nettlau, el cual escribió páginas en su honor como introducción a sus cuadernos del exilio.
Desde luego Ernest Coeurderoy fue un solitario que combatió sin desmayo a los jefes republicanos y socialistas a cuyas ambiciones y disputas hacía responsable de la derrota de la revolución de 1848. Bajo la triple influencia de Fourier, Pierre Leroux y Proudhon, su sistema era una síntesis de colectivismo y mutualismo. Reivindicaba la propiedad colectiva de los medios de producción, el libre acceso de todos a los instrumentos de trabajo, la propiedad individual y el intercambio de los productos del trabajo.
En un artículo aparecido en L’Union républicaine del 30 de octubre de 1850, «Absolutisme y Socialisme», definiría su concepción del socialismo, el cual «es la Libertad, la Igualdad y la Fraternidad, es la Verdad procedente del pueblo, es el derecho a vivir seguro gracias al propio trabajo, la República, la emancipación del entendimiento humano, la instrucción, gratuita y obligatoria y el reparto entre todos de las riquezas producidas colectivamente.»
Las presiones políticas le obligaron a abandonar Suiza y recaló en Bruselas, pero al cabo de una semana fue de nuevo expulsado y se dirigió a Londres, desde donde enviaría algunos artículos al periódico L’Union républicaine, uno de los cuales hemos citado más arriba.
Sin que se sepa con certeza los motivos que le indujeron a ello, entre abril y junio de 1853 viajó a España y en julio y agosto lo encontramos en Madrid, donde escribiría buena parte de su libro Jours d’exil (Días de destierro).
Ante de trasladarse de nuevo a Inglaterra para revisar la publicación de la primera parte del libro que acabamos de citar, pasó clandestinamente a Francia; más tarde regresaría España y visitaría Bilbao, San Sebastián, Santander, Vigo, La Coruña y Madrid. En 1854 se trasladó a Italia y sus huellas en este país se pierden en Turín. El 6 de junio de 1855 se casó en Ginebra con Marie-Justine Rampont, hija de un amigo de su padre. El 17 de agosto de 1859, el emperador Napoleón III promulgó una amplia amnistía, pero Coeurderoy la rechazó y envió una carta al National de Bruselas para explicar las razones de su rechazo.
Tres años más tarde, el 26 de octubre de 1862, se suicidó en la pequeña aldea de Fossaz, cerca de Ginebra. Desesperado por la impotencia que le habían generado las sucesivas frustraciones, decidió acabar radicalmente con sus sufrimientos.

## Escritos
Además de numerosos artículos, Ernest Courderoy publicó algunas obras en torno a la revolución y a la vida de exiliado. En septiembre de 1852 apareció De la révolution dans l´homme et dans la société. Un año más tarde comenzó la publicación de Jours d’exil que aparecería originalmente en dos volúmenes y más tarde, en 1910-1911, sería reeditada por la editorial Stock de París en tres volúmenes con el título de OEuvres y precedido de una entusiasta introducción biográfica del personaje dividida en los tres volúmenes y debida a la pluma del historiador anarquista Max Nettlau. Después de señalar que en el epílogo a este libro se manifiesta con toda claridad la base del pensamiento de Coeurderoy cuando exclama «soy anarquista», añade que éste entiende la idea anarquista en toda su amplitud, implicando la diversidad y el libre curso dado a todas las evoluciones posibles.
En otro lugar de este mismo libro el revolucionario francés afirma que «para hacer pasar a la revolución a través de este siglo, como un hierro al rojo vivo, sólo una cosa se puede hacer: abatir la autoridad (...) Que cada cual se pregunte y se diga si soporta que otro se proclame su dueño y actúe como tal por voluntad propia o por la fuerza» Y también algo que es a simple vista una paradoja, pero también una terrible realidad: «Es preciso decirlo con toda claridad, la policía del exilio está formada, en su mayor parte, por los mismos exiliados».
En Turín Coeurderoy publicaría, en 1854, Hurrah!!! ou la révolution par les cosaques, sin ninguna duda el libro más conocido y reeditado del autor y también el más controvertido y, según algunos, el más extravagante.
- Datos: Q3056910